# Conochironomus kakadu
Conochironomus kakadu är en tvåvingeart som beskrevs av Peter Scott Cranston och Hare 1995. Conochironomus kakadu ingår i släktet Conochironomus och familjen fjädermyggor.
Artens utbredningsområde är Northern Territory, Australien. Inga underarter finns listade i Catalogue of Life.